# Sierra de Mijas
Die Sierra de Mijas ist ein Gebirgszug in Südspanien; sie ist ein Teil der Betischen Kordillere, die sich hinter der Costa del Sol entlangzieht. Der höchste Punkt ist der Gipfel Pico Mijas mit ca. 1150 m Höhe. Andere Gipfel sind der Pico del Puerto Málaga, der Jabalcuza und der Jarapalos. 

## Geologie
Die Sierra de Mijas wird in zwei Gebiete unterteilt (Complejo alpujárride und Complejo maláguide). Hauptsächlich besteht der Gebirgszug aus Marmor und zu kleineren Teilen aus Kalkstein. Er trennt die Comarca Valle del Guadalhorce von der Comarca Costa del Sol Occidental.

## Fotos

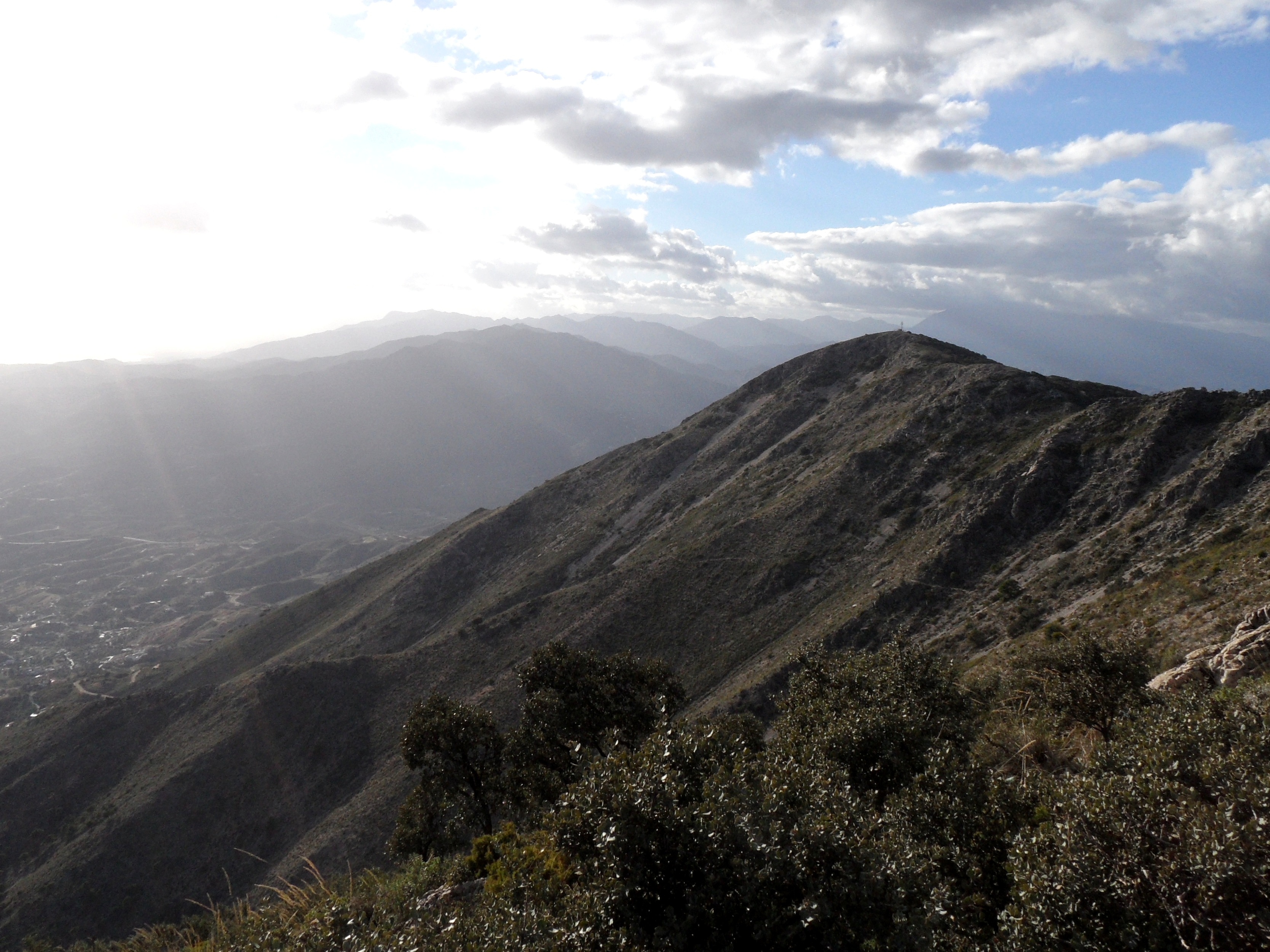
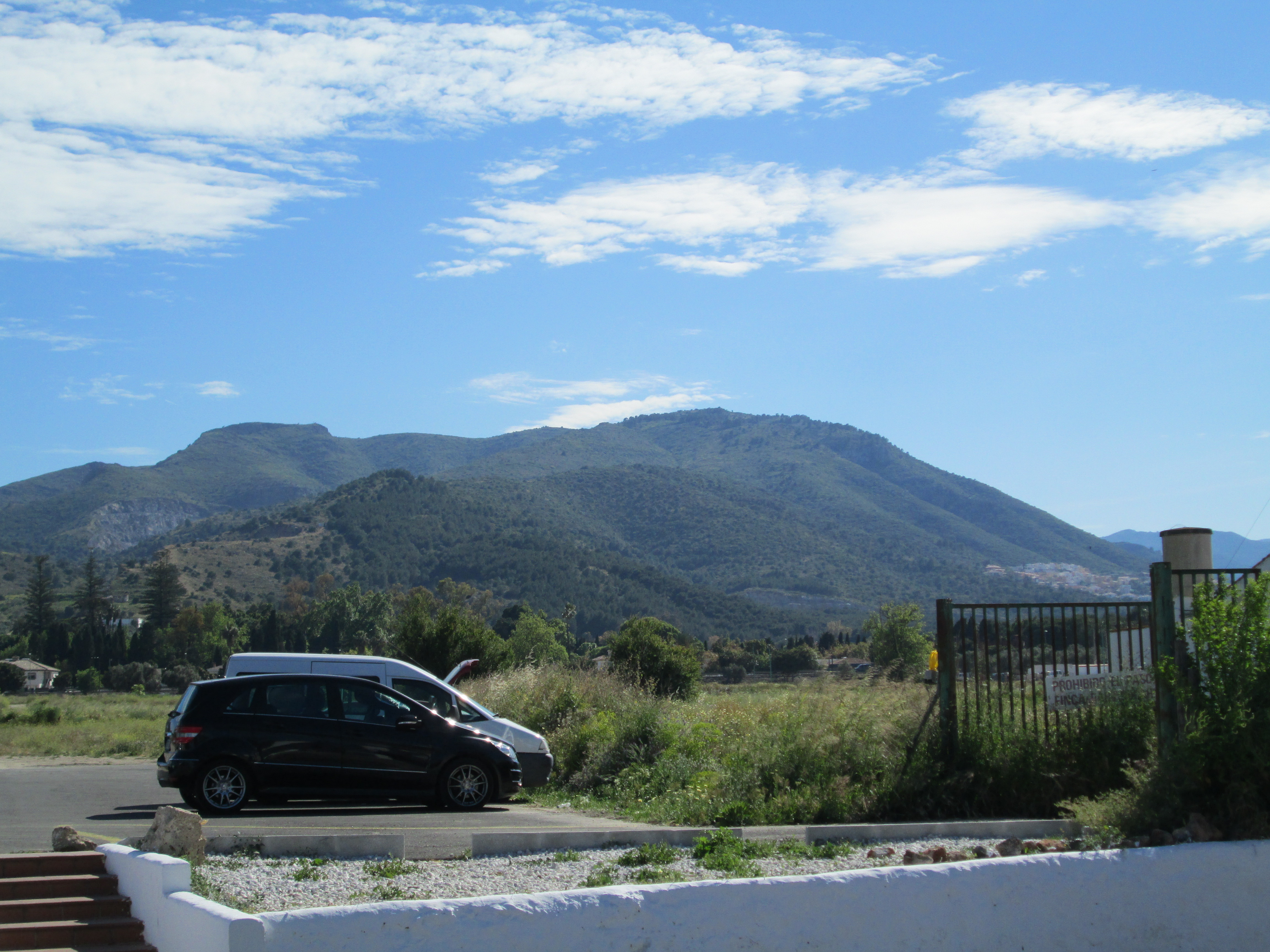
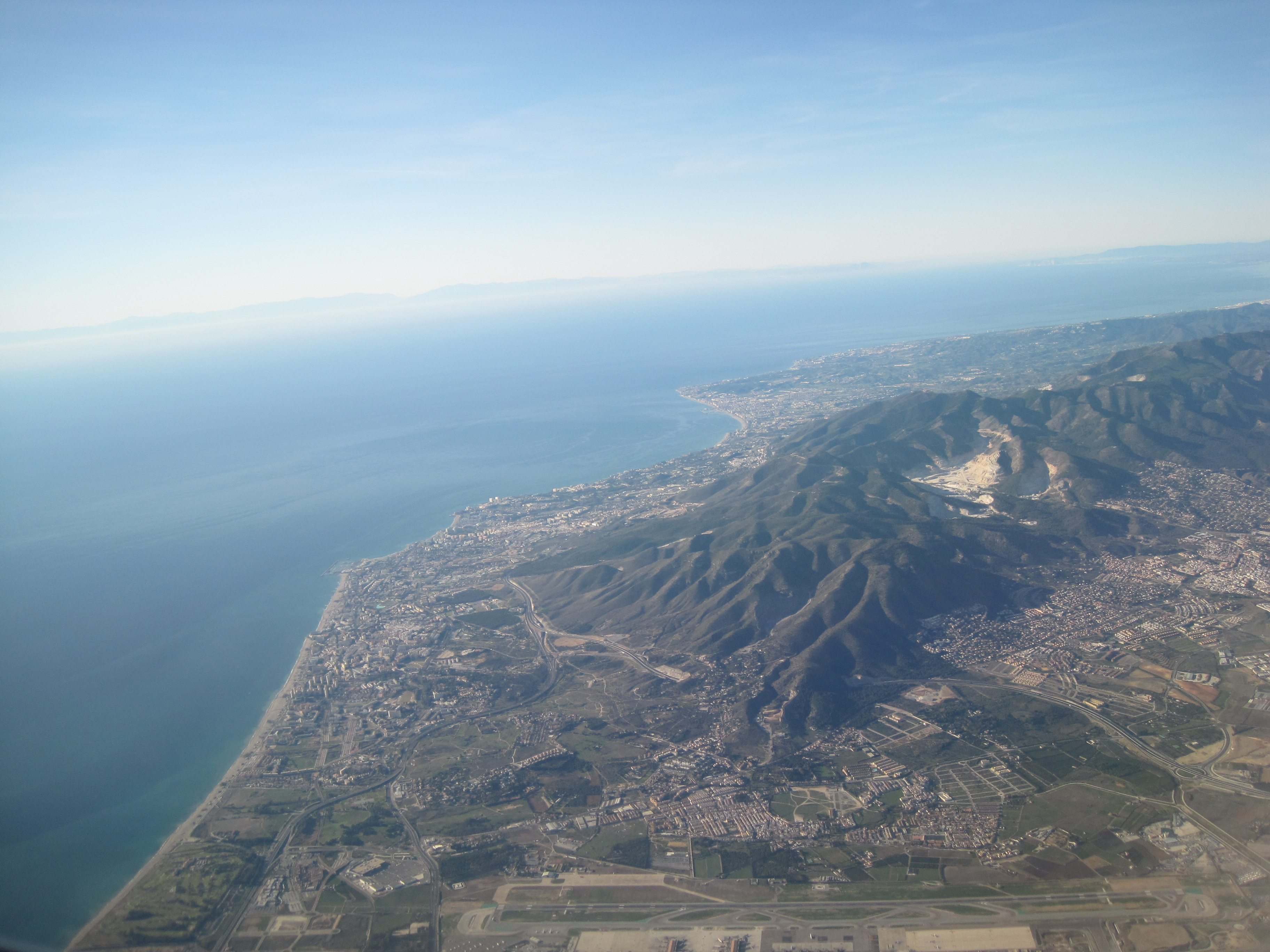